# Conceveiba
Conceveiba é um género botânico pertencente à família Euphorbiaceae.

## Sinonímia
- Conceveibastrum (Müll.Arg.) Pax & K.Hoffm.
- Conceveibum A.Rich. ex A.Juss.
- Veconcibea (Müll.Arg.) Pax & K.Hoffm.

## Espécies
Composto por 29 espécies:
| - Conceveiba africana - Conceveiba cordata - Conceveiba guianensis - Conceveiba hostmani - Conceveiba hostmanni - Conceveiba javanensis - Conceveiba krukoffii - Conceveiba latifolia - Conceveiba leptostachys - Conceveiba macrophylla | - Conceveiba macrostachys - Conceveiba magnifica - Conceveiba martiana - Conceveiba maynasensis - Conceveiba megalophylla - Conceveiba ovata - Conceveiba parvifolia - Conceveiba pleiostemona - Conceveiba poeppigiana - Conceveiba prealta | - Conceveiba ptariana - Conceveiba pubescens - Conceveiba rhytidocarpa - Conceveiba santanderensis - Conceveiba simulata - Conceveiba terminalis - Conceveiba tomentosa - Conceveiba trigonocarpa - Conceveiba tristigmata |

## Nome e referências
Conceveiba Aubl.